# Беляново
Беля̀ново е село в Северна България. То се намира в община Ценово, област Русе.

## Културни и природни забележителности
Скална църква от 12 век на брега на река Янтра. Преданията представят църквата като Църква на Поп Мартин, местен хайдутин. В скалите над нея е стъпката на Крали Марко.
На 50 метра северно от църквата започва селското гробище, в което има надгробия от 17-18 век.
Черквата в селото „Света Парескева-Петка“ е на над 100 години. Построена е през 1922 година. През 2024 година е извършено обновление на черквата. През септември 2024 година Главиницки епископ Макарий, викарий на Русенския митрополит Наум, извършва чина на обновлението на храма.